# Imagine
|  | Aquest article tracta sobre l'àlbum. Si cerqueu la cançó, vegeu «Imagine (cançó)». |

Imagine és el segon àlbum de John Lennon en solitari (deixant de banda la seva col·laboració amb la Plastic Ono Band de la seva esposa Yoko Ono). Va ser publicat el 1971. Després de la declaració de principis del seu primer àlbum de 1970 (la denominació del qual, John Lennon/Plastic Ono Band, no contribueix precisament a evitar la confusió amb el grup paral·lel al que abans ens referíem), aquest segon treball reflecteix una major malenconia i calma en les composicions, encara que sense perdre la seva característica vena àcida i inconformista, amb atacs a Paul McCartney com els inclosos en el tema How do you sleep?.

## Cançons
Totes les cançons són compostes per John Lennon, excepte aquelles on s'indica el contrari.
1. Imagine – 3:01
2. Crippled Inside – 3:47
3. Jealous Guy – 4:14
4. It's So Hard – 2:25
5. I Don't Wanna Be a Soldier Mama, I Don't Wanna Die – 6:05
6. Gimme Some Truth – 3:16
7. Oh My Love (John Lennon/Yoko Ono) – 2:44
8. How Do You Sleep? – 5:36
9. How? – 3:43
10. Oh Yoko! – 4:20